# Mikroutbrott

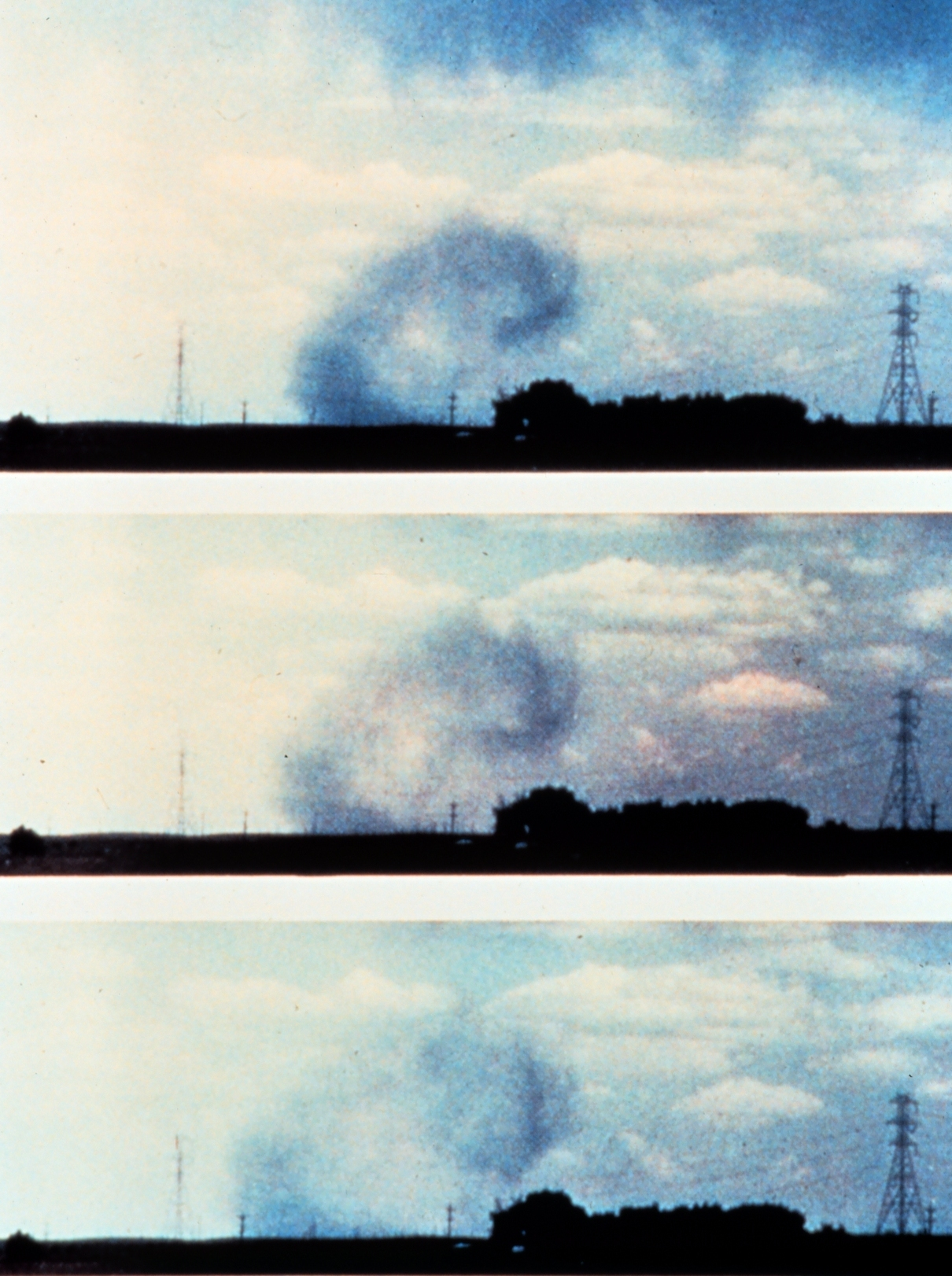
Bildsekvens då ett mikroutbrott slår ner mot ytan.

Ett mikroutbrott är en intensiv fallvind som uppstår vid åska eller regn. Fenomenet förekommer i samband med cumulus congestus eller cumulonimbus.
Ett mikroutbrott kan skapa vindar upp mot 75 m/s (270 km/t), ibland ännu starkare. Vindstyrkan kan vara så pass stark att stora träd kan välta. Ett utbrott varar oftast i ett par sekunder upp till några minuter. Om diametern av en fallvind är mindre än 4 km kallas det för ett mikroutbrott, annars kallas det för ett makroutbrott.
Det finns två sorters mikroutbrott, torrt och vått. Ett vått utbrott uppstår som följd av kraftigt regn. Ett torrt utbrott uppstår då lite eller ingen nederbörd når marken.
Fallvind är den allmänna termen som beskriver makro- och mikroutbrott. Fallvind är den allmänna term för alla lokala starka vindbyar som uppstår under åska, medan ett mikroutbrott hänvisar till en liten fallvind som är mindre än 4 km i diameter. 

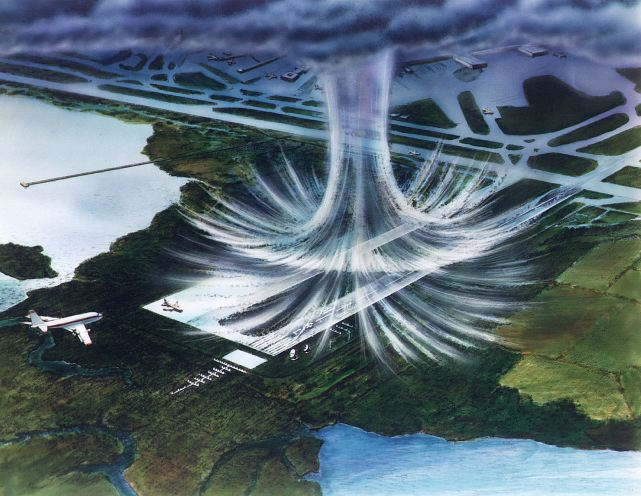
Illustration av ett mikroutbrott. Vinden, flyttar sig ner mot ytan, likt en fallvind. Sedan sprider sig vinden ut mot alla riktningar.

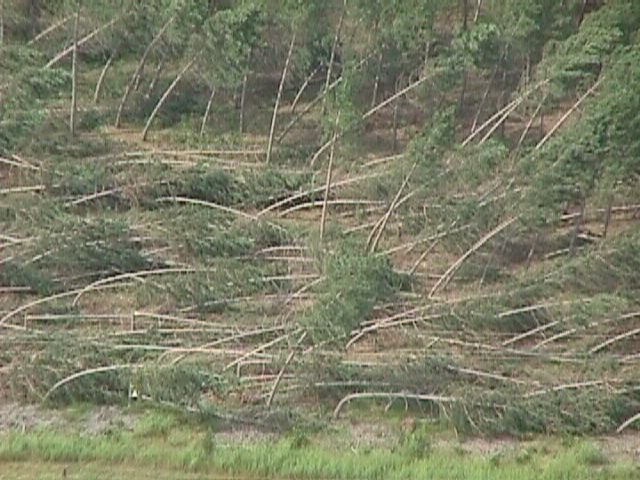
Träd efter de träffats av ett mikroutbrott

## Konsekvenser
Mikroutbrott kan uppstå plötsligt utan förvarning, vilket gör dem till ett stort hot mot flygplan och annan flygtrafik, speciellt om de uppstår vid en flygplats.